# Championnat d'Autriche de football 1912-1913
Navigation
Saison précédente Saison suivante
La saison 1912-1913 du Championnat d'Autriche de football était la 2e édition du championnat de première division en Autriche. Les 10 meilleurs clubs du pays se retrouvent au sein d'une poule unique, la Bundesliga, où ils s'affrontent deux fois, à domicile et à l'extérieur. À l'issue du championnat, le dernier du classement joue un barrage de promotion-relégation face au champion de D2.
C'est le SK Rapid Vienne, tenant du titre, qui remporte le championnat, en terminant en tête du classement final, avec 7 points d'avance sur le Wiener AF et 12 sur le Wiener Sport-Club. C'est le deuxième titre de champion d'Autriche de l'histoire du Rapid Vienne.

## Les 10 clubs participants
| - Wiener Sport-Club - SK Rapid Vienne - Wiener AF - Wiener AC - First Vienna FC | - 1. Simmeringer SC - Floridsdorfer AC - SV Amateure - ASV Hertha - SC Rudolfshügel |

## Compétition

### Classement
Le barème utilisé pour établir le classement est le suivant :
- Victoire : 2 points
- Match nul : 1 point
- Défaite : 0 point

| Rang | Équipe            | Pts | J  | G  | N | P  | Bp | Bc | Diff |
| ---- | ----------------- | --- | -- | -- | - | -- | -- | -- | ---- |
| 1    | SK Rapid Vienne T | 33  | 18 | 15 | 3 | 0  | 59 | 17 | +42  |
| 2    | Wiener AF         | 26  | 18 | 12 | 2 | 4  | 39 | 21 | +18  |
| 3    | Wiener Sport-Club | 21  | 18 | 10 | 1 | 7  | 45 | 24 | +21  |
| 4    | SV Amateure       | 19  | 18 | 9  | 1 | 8  | 39 | 31 | +8   |
| 5    | Wiener AC         | 19  | 18 | 8  | 3 | 7  | 41 | 28 | +13  |
| 6    | 1. Simmeringer SC | 15  | 18 | 7  | 1 | 10 | 29 | 53 | -24  |
| 7    | SC Rudolfshügel   | 15  | 18 | 6  | 3 | 9  | 19 | 44 | -25  |
| 8    | First Vienna FC   | 13  | 18 | 5  | 3 | 10 | 19 | 37 | -18  |
| 9    | Floridsdorfer AC  | 13  | 18 | 5  | 3 | 10 | 25 | 49 | -24  |
| 10   | ASV Hertha        | 6   | 18 | 3  | 0 | 15 | 31 | 42 | -11  |

|  | Champion d'Autriche 1912-1913          |
|  | Participation au barrage de relégation |

### Matchs
| Résultats (▼dom., ►ext.)                                   | 1.SC | Hert | First | Flor | Rudo | Amat | RapV | WAC | WAF | WSC |
| 1. Simmeringer SC                                          |      | 2-1  | 1-4   | 1-3  | 3-0  | 5-2  | 2-4  | 0-5 | 1-6 | 1-4 |
| ASV Hertha                                                 | 0-4  |      | 5-1   | 1-2  | 1-0  | 1-1  | 2-4  | 4-3 | 2-3 | 1-4 |
| First Vienna FC                                            | 1-3  | 0-2  |       | 1-1  | 0-0  | 2-1  | 1-2  | 1-0 | 1-2 | 0-2 |
| Floridsdorfer AC                                           | 1-1  | 2-3  | 4-3   |      | 2-2  | 1-3  | 1-3  | 0-4 | 2-3 | 0-7 |
| SC Rudolfshügel                                            | 5-1  | 0-4  | 0-1   | 2-1  |      | 1-6  | 0-5  | 1-4 | 1-0 | 3-2 |
| SV Amateure                                                | 7-1  | 3-0  | 2-0   | 0-1  | 1-2  |      | 1-4  | 2-1 | 2-4 | 2-0 |
| SK Rapid Vienne                                            | 7-0  | 2-1  | 1-1   | 5-0  | 4-1  | 3-0  |      | 4-3 | 2-1 | 5-0 |
| Wiener AC                                                  | 1-2  | 3-2  | 5-1   | 4-2  | 0-0  | 1-3  | 1-1  |     | 1-1 | 1-2 |
| Wiener AF                                                  | 0-1  | 2-0  | 2-0   | 2-0  | 4-1  | 2-1  | 2-2  | 2-3 |     | 0-1 |
| Wiener Sport-Club                                          | 2-0  | 6-1  | 4-1   | 4-2  | 5-0  | 2-2  | 0-1  | 0-1 | 1-2 |     |
| - Victoire à domicile - Match nul - Victoire à l'extérieur |      |      |       |      |      |      |      |     |     |     |

Source : bundesliga.at (de)

#### Barrages de promotion-relégation
Le 10e du classement, l'ASV Hertha, rencontre le champion de deuxième division, le Wacker AC, en barrage disputé en matchs aller et retour.
| Équipe 1   | Résultat | Équipe 2       | Aller | Retour |
| ---------- | -------- | -------------- | ----- | ------ |
| ASV Hertha | 4 - 2    | Wacker AC (D2) | 2 - 0 | 2 - 2  |

## Bilan de la saison
| Championnat d'Autriche de football 1912-1913 |                            |
| Champion                                     | SK Rapid Vienne (2e titre) |
| Coupes et trophées                           |                            |
| Vainqueur de la Coupe d'Autriche 1912-1913   | Non disputée               |
| Promotions et relégations                    |                            |
| Promus en Bundesliga                         | Aucun                      |
| Relégués en 1.division                       | Aucun                      |